# Шимон Журковський
Шимон Журковський (пол. Szymon Żurkowski; нар. 25 вересня 1997, Тихи) — польський футболіст, півзахисник італійської  «Спеції» і національної збірної Польщі.

## Клубна кар'єра
Народився 25 вересня 1997 року в місті Тихи. Вихованець юнацьких команд футбольних клубів «Ястшембе-Здруй» та «Гварек» (Забже). У дорослому футболі дебютував 2016 року виступами за «Гурник» (Забже), що грала у нижчих регіональних лігах.
Відігравши два сезони, Шимон приєднався до «Гурника», що теж представляв місто Забже. 13 листопада 2016 року в матчі проти пулавської «Вісли» він дебютував у Першій лізі Польщі. 13 травня 2017 року в поєдинку проти «Стоміла» Шимон забив свій перший гол за «Гурник». За підсумками сезону Журковський допоміг команді вийти в вищий дивізіон Польщі. 15 липня 2017 року в матчі проти «Легії» він дебютував у Екстракласі. З сезону 2017/18 став основним гравцем команди.
28 січня 2019 року підписав контракт на 4,5 роки з «Фіорентиною», але до кінця сезону 2018/19 залишився виступати на правах оренди за «Гурник». Влітку 2019 року приєднався до лав італійської команди.
Провівши за півроку дві гри за «фіалок» в Серії A, на початку 2020 року для здобуття ігрової практики був відданий в оренду до друголігового «Емполі». У ций команді провів два з половиною сезони, після чого влітку 2022 року продовжив виступи за флорентійців. По ходу першої половини сезону 2022/23 провів ще дві гри у їх складі.
12 січня 2023 року на правах оренди з подальшим обов'язковим викупом перейшов до «Спеції». Не зумів допомогти цій команді зберегти місце в Серії A і сезон 2023/24 розпочав у її складі вже у другому італійському дивізіоні.

## Виступи за збірні
З 2017 року залучався до матчів молодіжної збірної Польщі, у її складі поїхав на молодіжний чемпіонат Європи 2019 року в Італії. У першому матчі в групі проти Бельгії він відзначився голом на 26-й хвилині, а його команда здобула перемогу 3:2. Втім у підсумку поляки не зуміли вийти з групи, зайнявши 3-тє місце.
Навесні 2022 року дебютував в офіційних матчах у складі національної збірної Польщі. Був у заявці поляків на чемпіонат світу 2022 року, утім в іграх цієї світової першості на поле не виходив. 
| Дата       | Місто     | Господарі  | Результат | Гості   | Турнір                               | Голи | Примітки |
| ---------- | --------- | ---------- | --------- | ------- | ------------------------------------ | ---- | -------- |
| 24-3-2022  | Глазго    | Шотландія  | 1 – 1     | Польща  | товариський матч                     | -    |          |
| 1-6-2022   | Вроцлав   | Польща     | 2 – 1     | Уельс   | Ліга націй УЄФА 2022-2023 - 1-й етап | -    | 60'      |
| 8-6-2022   | Брюссель  | Бельгія    | 6 – 1     | Польща  | Ліга націй УЄФА 2022-2023 - 1-й етап | -    |          |
| 11-6-2022  | Роттердам | Нідерланди | 2 – 2     | Польща  | Ліга націй УЄФА 2022-2023 - 1-й етап | -    | 58' 87'  |
| 14-6-2022  | Варшава   | Польща     | 0 – 1     | Бельгія | Ліга націй УЄФА 2022-2023 - 1-й етап | -    | 47'      |
| 25-9-2022  | Кардіфф   | Уельс      | 0 – 1     | Польща  | Ліга націй УЄФА 2022-2023 - 1-й етап | -    | 83'      |
| 16-11-2022 | Варшава   | Польща     | 1 – 0     | Чилі    | товариський матч                     | -    |          |
| Усього     |           | Матчів     | 7         |         | Голів                                | 0    |          |